# 大倉山 (富山県)
大倉山（おおくらやま）は、富山県魚津市と中新川郡上市町にまたがる山。標高は1443m。
富山県登山連盟の富山の百山の一つ。

## 概要
毛勝三山の猫又山から続く片貝川と早月川の分水嶺である東芦見尾根の長大な尾根の一ピーク。魚津からは台形の山容で、内陸部では立山連峰を隠す。滑川市や上市町では美しい三角形に見える。
山体は急斜面かつ地盤が脆弱で崩壊しやすい。東西に細長い山頂は鬱蒼とした広葉樹が多いが、一部刈り上げされており、周囲を見渡せる所がある。

## 山名
各集落でこの山の呼ばれ方は異なり、上市町折戸では編笠に似た山容から「笠ヶ頭」、魚津市の片貝地区では「青石山」同市の虎谷集落では「大倉山」と呼ばれる。

## 登山
上市町逢沢にある桑首谷沿いの林道を2.5kmほど進んだ先に登山口がある。100mごとに御影石の標識があり、約2時間半で山頂に着く。
また、この山が源流の谷はいずれも初級の沢登りコースとなっている。